# خس سوحري
الخس السوحري (باللاتينية: Lactuca viminea) نوع نباتي عشبي يتبع جنس الخس من الفصيلة النجمية.

## الموئل والانتشار
ينتشر في مناطق الوطن العربي المتوسطية وقبرص وتركيا والقوقاز ومعظم مناطق أوروبا.

## مرادفات للاسم العلمي
- (باللاتينية: Prenanthes viminea)
- (باللاتينية: Scariola viminea)
- (باللاتينية: Lactuca contracta)
- (باللاتينية: Lactuca numidica)
- (باللاتينية: Scariola contracta)
- (باللاتينية: Lactuca chondrilliflora subsp. contracta)